# Gai Sulpici Pètic
Gai Sulpici Pètic (en llatí: Caius Sulpicius Peticus) va ser un distingit patrici romà del temps de les lleis Licínies, que va ocupar algunes magistratures. Formava part de la gens Sulpícia.
Va ser censor el 366 aC any en què va ser elegit per primera vegada un cònsol plebeu, i el 364 aC va ser cònsol amb Gai Licini Calb Estoló, que va proposar les famoses lleis Licínies. En aquest any hi va haver una epidèmia de pesta que va provocar l'establiment dels ludi sceni per primer cop.
L'any 362 aC va servir com a llegat a l'exèrcit del cònsol plebeu Luci Genuci i quan aquest va morir en combat, va agafar el comandament i va rebutjar els hèrnics. El 361 aC va ser elegit cònsol per segona vegada també amb Gai Licini Calb Estoló. Els dos cònsols van atacar els hèrnics i van ocupar Ferentínum i Pètic va obtenir els honors del triomf al seu retorn a Roma.
L'any 358 aC el senat el va nomenar dictador quan els gals van entrar pel territori de Praeneste fins a Pèdum. Pètic es va fortificar però els soldats van començar a murmurar perquè volien combatre i finalment va lliurar la batalla i va obtenir la victòria no sense dificultats. Va dedicar al Capitoli una considerable quantitat d'or que formava part del botí.
El 355 aC va ser un dels interrex per l'organització dels comicis i el mateix any va ser escollit cònsol per tercera vegada amb Marc Valeri Publícola, també patrici, violant així la llei Licínia.
Va ser cònsol per quarta vegada el 353 aC amb el mateix col·lega que el 355 aC. L'any 351 aC va ser interrex i el mateix any va obtenir el consolat per cinquena vegada amb Tit Quint Penne Capitolí Crispí.